# Francisco Franco
Francisco Franco (celo ime Francisco Paulino Hermenegildo Teódulo Franco y Bahamonde Salgado Pardo de Andrade; fɾanˈθisko ˈfɾaŋko), španski general in diktator, * 4. december 1892, Ferrol, A Coruña, Galicija, Španija; † 20. november 1975, Madrid, Španija.
Bil je monarhist in je v armadi naglo napredoval, dokler ni 1931 kralj Alfonz XIII. abdiciral. Pod republikansko vlado nekaj časa ni več užival naklonjenosti, toda že 1935 je postal načelnik generalštaba. Leta 1936 se je sprva obotavljal pridružiti vojaški zaroti, nato pa je julija iz Maroka v Španijo povedel čete, da bi strmoglavil republiko. V okrutni španski državljanski vojni (1936–1939) je zmagal in postal španski diktator. Njegov režim je združeval tradicionalni konservativizem s fašističnimi prvinami. Med drugo svetovno vojno je ostal nevtralen, čeprav naklonjen Nemčiji in Italiji. Po njej se je odločil za nekoliko liberalnejšo notranjo politiko in 1969 princa Juana Carlosa, vnuka Alfonza XIII., imenoval za svojega naslednika po svoji smrti in za dediča obnovljenega španskega prestola.

## Francova zapuščina
V Španiji in v tujini je mnenje o Francu še vedno sporno; ko je leta 1975 umrl, so se španske politične stranke dogovorile, da ne bodo preiskovale preganjanj in zločinov, ki so jih med državljansko vojno in med diktaturo zagrešili frankisti, zato da bi zagotovili miren prehod v demokracijo. Ta sporazum se je iztekel leta 2000, ko je bilo ustanovljeno Združenje za oživitev zgodovinskega spomina in začela se je javna razprava. Raziskava javnega mnenja je leta 2006 pokazala, da je večina španskega prebivalstva naklonjena podrobnejši raziskavi dogodkov med državljansko vojno.
Franco je izjemno kontroverzna osebnost. Nekateri ga vidijo kot vodjo, ki je razdelil narod. Njegovi podporniki pa hvalijo njegovo nevtralnost med drugo svetovno vojno. Pripisujejo mu povojno gospodarsko rast Španije in odprtost do mednarodne skupnosti. Med vojno ga je podpiral Winstona Churchill in katoliški krogi ameriške družbe. Uprava Harryja Trumana mu je nasprotovala.
Za levičarske nasprotnike je bil tiran, ki je bil odgovoren za več sto tisoč smrtnih žrtev v desetletjih dolgotrajnega političnega zatiranja. Sokriv je za grozodejstva sil osi med drugo svetovno vojno. Mnogi Franca vidijo kot vzor antikomunizma. Cenili so ga zlasti v državah Južne Amerike. Augusto Pinochet ga je občudoval in javno hvalil, Francovi podporniki so v zameno Pinocheta počastili ob njegovi smrti leta 2006.
Diktator Franco je bil dolgo let na oblasti. Preganjanje opozicije in množična propaganda otežujejo vrednotenje njengovih dejanj. Štirideset let so v španskih osnovnih šolah učili, da je Franco božji poslanec in njegova naloga je bila rešiti Španijo pred kaosom in ateizmom.
Španci, ki so pretrpeli Francovo represijo, so se po koncu diktature borili za odstranitev vseh spominskih obeležij posvečenih režimu. Vzpostavili so prvotna imena številnih zgradb in ulic, ki so bile posvečene Francu. Španska vlada pa je leta 2007 prepovedala vsa javna sklicevanja na Franca in njegov režim ter odstranila kipe, imena ulic in spomenike, povezane z njimi. Franca kot svetnika časti palmarijska odcepljena katoliška cerkev.

### Vojvodstvo Franco
26. novembra 1975 je španski kralj Juan Carlos I. po smrti vodje ustanovil "vojvodstvo Franco" s špansko Veličino (Grandeza de España), s čimer je imenoval hčerko Carmen Franco, prvo vojvodinjo Franco. Imenovanje so prejeli tudi njeni dediči.